# Kobieca reprezentacja Kazachstanu na mistrzostwach Europy w curlingu
Kazachstan dwukrotnie wystawił reprezentację kobiet na mistrzostwa Europy w curlingu, było to w 2004 i 2005. Później nastąpiła przerwa, po której od 2012 drużyny z tego kraju rywalizują w mistrzostwach Azji i strefy Pacyfiku.
Podczas swoich występów drużyna grała w grupie B i zajęła 21. miejsce, w 2004 było to ostatnie miejsce ex aequo z Andorrą a rok później przedostatnie ex aequo z Polską. W barwach Kazachstanu wystąpiło łącznie 6 zawodniczek.

## Wyniki
| Rok  | Miejsce | Mecze   | Mecze     | Kamienie | Kamienie  |
| Rok  | Miejsce | Wygrane | Przegrane | Wygrane  | Przegrane |
| ---- | ------- | ------- | --------- | -------- | --------- |
| 2004 | 21      | 0       | 5         | 21       | 74        |
| 2005 | 21      | 1       | 5         | 19       | 57        |

## Reprezentacja
| Rok  | Klub                 | Czwarta             | Trzecia          | Druga            | Otwierająca         | Rezerwowa         |
| ---- | -------------------- | ------------------- | ---------------- | ---------------- | ------------------- | ----------------- |
| 2004 | Planeta Curling Club | Olga Zaitsewa       | Nadira Yunussowa | Olga Ten         | Yekaterina Gorkusha | Bibigul Mambetowa |
| 2005 | Planeta Curling Club | Yekaterina Gorkusha | Olga Ten         | Nadira Yunussowa | Olga Zaitsewa       | Tatyana Tarassowe |

## Mecze
| Kazachstan | Mecze   | Mecze       | Kamienie | Kamienie  | Średni wynik |
| Kazachstan | Wygrane | Przegrane   | Wygrane  | Przegrane | Średni wynik |
| ---------- | ------- | ----------- | -------- | --------- | ------------ |
| Anglia     | 0       | 2           | 7        | 27        | 4:14         |
| Anglia     | –       | 5:17 • 2:10 | 7        | 27        | 4:14         |
| Bułgaria   | 1       | 1           | 10       | 22        | 5:11         |
| Bułgaria   | 7:5     | 3:17        | 10       | 22        | 5:11         |
| Estonia    | 0       | 1           | 5        | 6         | 5:6          |
| Estonia    | –       | 5:6         | 5        | 6         | 5:6          |
| Francja    | 0       | 1           | 0        | 14        | 0:14         |
| Francja    | –       | 0:14        | 0        | 14        | 0:14         |
| Irlandia   | 0       | 2           | 11       | 22        | 6:11         |
| Irlandia   | –       | 8:12 • 3:10 | 11       | 22        | 6:11         |
| Holandia   | 0       | 1           | 2        | 15        | 2:15         |
| Holandia   | –       | 2:15        | 2        | 15        | 2:15         |
| Niemcy     | 0       | 1           | 2        | 12        | 2:12         |
| Niemcy     | –       | 2:12        | 2        | 12        | 2:12         |
| Węgry      | 0       | 1           | 3        | 13        | 3:13         |
| Węgry      | –       | 3:13        | 3        | 13        | 3:13         |
| Razem      | 1       | 10          | 40       | 131       | 4:12         |